# 班钦·索南扎巴
班钦·索南扎巴（1478年—1554年，  威利轉寫：Pan-chen bSod-nams grags-pa）是第十五世甘丹赤巴（甘丹寺的住持）。他的佛教著作成為一些格魯派寺院（如甘丹寺夏孜扎倉、哲蚌寺的羅賽林扎倉和阿巴扎倉）的核心課程。他師承第二世達賴喇嘛，又擔任第三世達賴喇嘛的老師。他的著作《新紅史》是一本重要的西藏通史，有中文與英文譯本。